# George Hickes (théologien)
Pour les articles homonymes, voir George Hickes et Hickes.
George Hickes est un prélat et antiquaire anglais né le 20 juin 1642 à Kirby Wiske, dans le Yorkshire, et mort le 15 décembre 1715 à Westminster.
Après des études à l'université d'Oxford, il embrasse une carrière ecclésiastique marquée par son refus de prêter serment d'allégeance à Marie II et Guillaume III après la Glorieuse Révolution. Il est principalement connu pour ses ouvrages de philologie concernant le vieil anglais, en particulier sa Linguarum veterum septentrionalium thesaurus grammatico-criticus et archæologicus (1703-1705).